# Арпажон, Луи II д’
Маркиз Луи д’Арпажон (фр. Louis d'Arpajon; ок. 1669 — 21 августа 1736) — французский генерал.

## Биография
Сын Жана-Луи д’Арпажона (1632—1669), маркиза де Северака, и Шарлотты де Верну (1638—1692), дамы де Ла-Ривьер, внук герцога Луи д’Арпажона.
Записанный в детстве в Мальтийский орден, в 1689 году поступил на службу мушкетером и проделал свою первую кампанию в 1690 году в Германии в армии дофина. 29 октября получил роту в кавалерийском полку Флорансака. Был в составе этого полка при осаде Монса, откуда перешел в Германскую армию, с которой и закончил кампанию 1691 года. В следующем году служил при осаде Намюра и остаток кампании провел в Германии. В 1693 году сражался в битве при Неервиндене. В 1694 году так же служил в Германии.
Подполковник Шартрского пехотного полка (27.02.1695), командовал им в том году в составе Фландрской армии, в 1696—1697 годах в составе Маасской армии.
С началом войны за Испанское наследство в феврале 1701 вступил в Намюр, в мае присоединился к Фландрской армии. В кампанию 1702 года служил в той же армии, внес вклад в разгром годландцев под Нимвегеном. Отправленный на Рейн в части маршала Виллара, он сражался при Фридлингене и участвовал в осаде Келя в феврале 1703. Бригадир (2.04.1703), содействовал взятию укреплений Штолоффена и долины Хорнберга, участвовал в бою при Мундеркингене и в Первом Гохштедтском сражении, затем выступил на осаду Аугсбурга.
В 1704 году служил в Баварской армии маршала Марсена, участвовал во Втором Гохштедтском сражении. В 1705 году воевал под командованием того же генерала в Рейнской армии, в 1706—1707 годах был во Фландрской армии Виллара. 18 октября 1707 был оставлен на зиму в Тьонвиле. В следующем году в битве при Ауденарде атаковал противника до пяти раз и был дважды ранен.
Лагерный маршал (20.03.1709), сложил командование Шартрским полком и был направлен в Испанскую армию маршала Безона, державшуюся в обороне. В 1710 году служил в Руссильонской армии герцога де Ноая. В 1711 году перешел в Испанскую армию, командовал летучим лагерем (camp volant), разбил мятежников и микелетов в нескольких столкновениях, подчинил город Аран и 1 августа заставил сдаться его замок, взяв в плен генерала Шовеля с гарнизоном. После этого Арпажон 7 сентября подошел к Венаску, который сдался в тот же день. На следующий день француз взял Салер и овладел высотами, облегчавшими атаку замка. Траншея была открыта в ночь с 11 на 12-е и 16 сентября противник капитулировал. В плен были взяты восемнадцать офицеров, в том числе два подполковника, губернатор крепости и гарнизон. Затем Арпажон подчинил области Рибагорсы и Валь-д'Арана, и соединился с армией герцога Вандомского.
18 октября 1711 был пожалован Филиппом V в рыцари ордена Золотого руна, в рассуждение услуг, оказанных испанской короне.
В 1712 году продолжал службу в Испанской армии, в 1713 году внес вклад в оказание помощи осажденной Жироне, в 1714 году участвовал в осаде Барселоны.
12 августа 1715 в Версале был назначен генеральным наместником Берри после отставки герцога де Ноая, и зарегистрирован Парламентом 30-го. Отдельно был губернатором и бальи городов Буржа, Иссудена и Арпажона.
8 марта 1718 произведен в генерал-лейтенанты армий короля.
Его земли Шатр близ Монлери, Ла-Бретоньер и Сен-Жермен были возведены в ранг маркизата под названием Арпажон жалованной грамотой, данной в Париже в октябре 1720 и зарегистрированной Парламентом, заседавшим в Понтуазе, 12-го числа, и Счетной палатой 19 декабря.

## Семья
Жена (28.03.1715): Анн-Шарлотта Леба де Монтаржи (18.12.1697—9.12.1767), придворная дама королевы Испании, дочь Клода Леба де Монтаржи, государственного советника, командора и секретаря орденов короля, и Катрин-Генриетты Ардуэн-Мансар
Дети:
- Филипп-Луи (18.06.1716—2.10.1723), умер от оспы
- Луи-Шарль (р. 25.05.1719, ум. ребенком). Крестник Людовика XV, мальтийский рыцарь
- Анн-Клод-Луиза (4.03.1729—27.07.1794), придворная дама Марии Антуанетты. Муж (27.11.1741): Филипп де Ноай, герцог де Муши (1715—1794)